# Brown Bobby

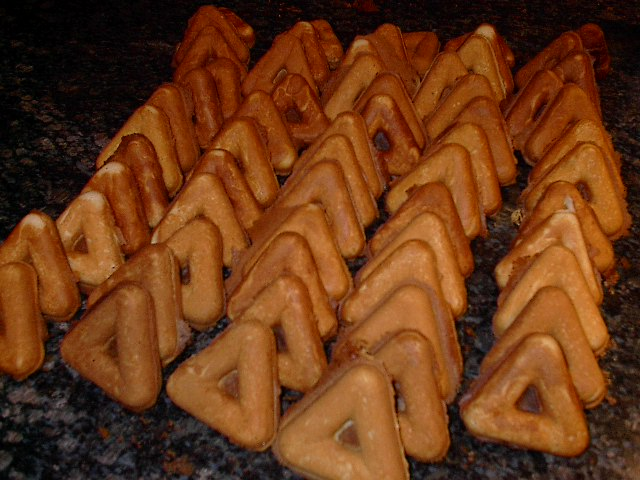
Dónut, también conocida como Brown Bobby, que se hornea en una máquina de molde triangular.

Un Brown Bobby es una dónut triangular en forma de anillo. Se hornea en una máquina de Bobby Brown, que se asemeja y funciona similar a una gofrera. Estas máquinas fueron creadas por Food Display Machine Corporation en Chicago, Illinois, alrededor de la década de 1920 y posiblemente después.

## Dónut
El manual de Brown Bobby incluye 10 recetas para dónuts, 4 recetas heladas y un número de mezclas de dónuts preparadas. 